# Jean Baptiste Gay, Visconde de Martignac
Jean Baptiste Sylvere Gay, Visconde de Martignac (20 de junho de 1778 – 3 de abril de 1832) foi um político francês que serviu como Primeiro-Ministro da França entre 1828 e 1829 durante o reinado de Carlos X.

## Biografia
Martignac nasceu em Bordeaux, França. Em 1798 ele se tornou secretário de Emmanuel Joseph Sieyès; depois de servir por um tempo no exército, ele se voltou para a literatura, produzindo várias peças leves. Sob o Império, exerceu com sucesso como advogado em Bordéus, onde em 1818 se tornou advogado-geral do cour royale. Em 1819 foi nomeado procurador-geral em Limoges, e em 1821 foi devolvido por Marmande à Câmara dos Deputados, onde apoiou as políticas ultrarealistas de Villèle. Em 1822 foi nomeado conselheiro de estado, em 1823 acompanhou o duque d'Angouléme à Espanha como comissário civil; em 1824 foi criado visconde e nomeado diretor-geral de registro.
Em contato com a política prática, suas visões ultramonarquistas foram gradualmente modificadas na direção dos doutrinários e, com a queda de Villèle, ele foi escolhido por Carlos X para levar a cabo a nova política de compromisso. Em 4 de janeiro de 1828, foi nomeado ministro do Interior e, embora não tivesse o título de presidente, tornou-se o chefe virtual do gabinete. Conseguiu aprovar o ato de abolir a censura da imprensa e persuadir o rei a assinar os decretos de 16 de junho de 1828 sobre os jesuítas e os pequenos seminários.
Ele foi exposto a ataques tanto da extrema esquerda quanto da extrema direita, e quando em abril de 1829 uma coalizão desses grupos o derrotou na Câmara, Carlos X, que nunca havia acreditado na política que representava, substituiu-o pelo príncipe de Polignac. Em março de 1830, Martignac votou com a maioria no discurso de protesto contra os famosos decretos; mas durante a revolução que se seguiu ele permaneceu fiel aos seus princípios legitimistas. Sua última aparição pública foi em defesa de Polignac na Câmara dos Pares em dezembro de 1830.

## Trabalhos
- Bordéus au mois de Mars, 1815 (1830)
- Essai historique sur les révolutions d'Espagne et l'intervention française de 1823 (1832).